# Desa Baderan (administrativ by i Indonesien, lat -7,51, long 111,45)
Desa Baderan är en administrativ by i Indonesien.   Den ligger i provinsen Jawa Timur, i den västra delen av landet, 500 km öster om huvudstaden Jakarta.